# 生内玲子
生内 玲子（うぶない れいこ、1928年（昭和3年） - ）は、日本の交通評論家、旅行ジャーナリスト。
東京都出身。

## 来歴
東京生まれ。早稲田大学文学部卒、同大学院修了。朝日新聞東京本社出版局記者を経て独立。以後、交通評論家、旅行ジャーナリストとして文筆活動を始める。
航空機工業審議会、生涯学習審議会、地方交通審議会、道路審議会、自然環境保全審議会各委員、内閣府・中央交通安全対策会議専門委員などを務める。
パンダの保護活動にも積極的に参加、中国臥龍パンダセンターの里親制度の創設に尽力した。

## 著書
- 『NHKの首都圏散歩―四季の小旅行』 (1983年・日本交通公社）
- 『女性のためのクルマの本』（光文社）
- 『子連れドライブの知恵』（山海堂）
- 『ハイウェイ・サービスエリア　味の旅』（保育社・カラーブックス）
- 『おにぎり・おむすび風土記』（1979年・日本工業新聞社）
- 『ドライブマップの旅』（講談社現代新書 732）
- 『ハイウェイグルメ旅・出会い旅』柏林書房（1999/4/1）
- 『ヒメドラなんていわせない : 決定版・女性のための車の知識とテクニック』1982.3　PHP研究所
- 『レンタカー・ドライブ―マイカーでも楽しめる全国ゴールデン50コース』 (1966年) 日本カー・ペンクラブ旅シリーズ

### 共著
- 『東京味どころ 1』沖田真知子と共著 保育社

### テレビ出演
- 『もしもツアーズ Vol.38 お盆直前!! 渋滞も楽しくなるサービスエリア(得)ツアー 』フジテレビジョン 2003年8月9日放送。ハイウェイ・サービスエリアの専門家としてゲスト出演。

### ウェブ記事
- MONTHLY THE SAFETY JAPAN●2002年3月号 本田技研工業

- WWFジャパン 『「ちいさなパンダ博物館」で募金にご協力いただきました』2010/05/21